# Ktlaeshatlkik
Ktlaeshatlkik /=People of Lgā'ēcalx'/, nekadašnje pleme Cathlamet Indijanaca, porodica chinookan, koje je prozvano po selu što se nalazilo na mjestu današnjeg grada Cathlamet u okrugu Wahkiakum u Washingtonu.
Raniji autori nazivaju ih i Guithlia-ixalxi (Gatschet); KLā'ecaLxîx (Boas u Kathlamet Texts, 6, 1901); Liā'icaLxē.